# Croci
Le Croci per il petto, in inglese fly o chest fly, sono un esercizio con i pesi mirato alla stimolazione del muscolo grande pettorale. Esistono diverse varianti di questo esercizio che possono essere praticate con diversi attrezzi, come manubri (croci con manubri), cavi (croci ai cavi o cross-over) e macchine isotoniche (pectoral machine/pec deck). Le versioni con manubri, e alcune ai cavi, in aggiunta vengono praticate sulla panca, che può essere regolata a diverse inclinazioni per direzionare maggiormente lo stimolo su diversi fasci del grande pettorale. Tali esercizi sono diffusi soprattutto nell'ambito del bodybuilding e del fitness.

## Esecuzione

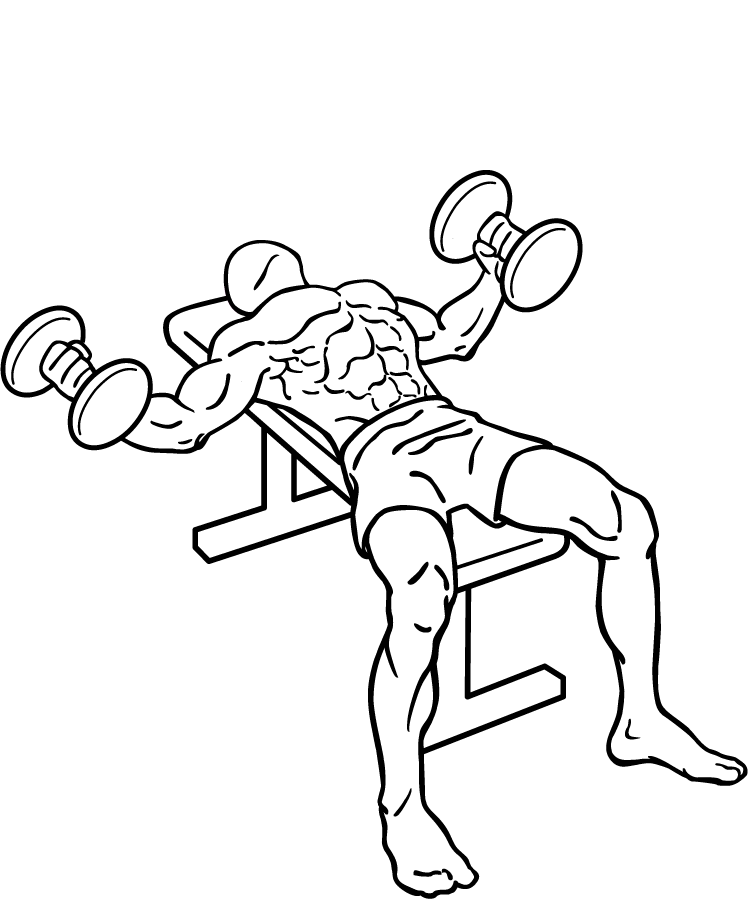
Fase iniziale o eccentrica delle croci ai manubri su panca piana: la presa è neutra, i gomiti semiflessi e bloccati, mantenuti all'altezza delle spalle e portati al di sotto della linea del tronco in modo da stirare al massimo il grande pettorale.

Le croci per il petto (chest fly) sono un esercizio potenzialmente praticabile in una moltitudine di varianti. Queste vengono utilizzate per stimolare il muscolo grande pettorale, ma anche i deltoidi anteriori vengono chiamati in causa in maniera significativa. La versione classica a cui si farà riferimento in questo paragrafo sono le croci con manubri su panca piana (flat bench dumbbell fly). L'esecutore si posiziona supino su panca piana impugnando i manubri solitamente con una presa neutra (i palmi delle mani sono rivolti verso l'alto durante la fase di partenza) con i piedi fissati al suolo. Durante il movimento, definito come un’adduzione orizzontale delle braccia, i gomiti sono leggermente flessi (di circa 10°) e bloccati, ciò significa che non devono variare la loro lunghezza ed essere mobilizzati durante l'esecuzione. Il blocco articolare del gomito, utile per alleggerire l'articolazione, rende tale esercizio per definizione come monoarticolare o di isolamento, a significare che l'unica articolazione mobile durante il movimento deve essere quella della spalla. Questo per ottenere in massimo isolamento del grande pettorale, escludendo la muscolatura che mobilita il gomito. Il movimento anatomico è chiamato adduzione orizzontale o flessione orizzontale del braccio, che per definizione si sposta sul piano trasversale rispetto al tronco. Per tanto, con busto supino su panca parallelo al suolo, le braccia durante il movimento percorrono una linea esattamente perpendicolare rispetto al suolo mantenendosi in linea con le spalle. Guardando il soggetto dall'alto, di norma gomiti, spalle e polsi devono trovarsi sulla stessa linea. Dalla posizione di partenza, le braccia si trovano retroposte in massima abduzione orizzontale con i gomiti al di sotto della linea del tronco, i manubri all'incirca all'altezza del torace, al fine di raggiungere il massimo stiramento del grande pettorale. Tuttavia, scendere al di sotto del piano del torace può essere meno indicato per i soggetti con una scarsa mobilità dell'articolazione della spalla. Sebbene durante la fase concentrica (o positiva) alcuni autori suggeriscano di portare le braccia tese in massima adduzione orizzontale parallele tra loro, in realtà questa manovra presenta un notevole svantaggio a fini della massima stimolazione muscolare. Ciò a causa del vincolo della forza di gravità, la quale impone una perdita di tensione muscolare in una parte del range di movimento man mano che il braccio viene elevato, fino a perdere completamente la tensione quando le braccia arrivano alla massima flessione orizzontale e in posizione perpendicolare al suolo. Altri autori infatti suggeriscono piuttosto di non portare le braccia perfettamente verticali per evitare la perdita di tensione muscolare e scaricare il carico sulle articolazioni. Il movimento delle braccia segue una linea a semicerchio simile a un largo abbraccio, e la fase eccentrica viene praticata inspirando, mentre quella concentrica espirando.

## Varianti

### Croci con manubri su panca inclinata

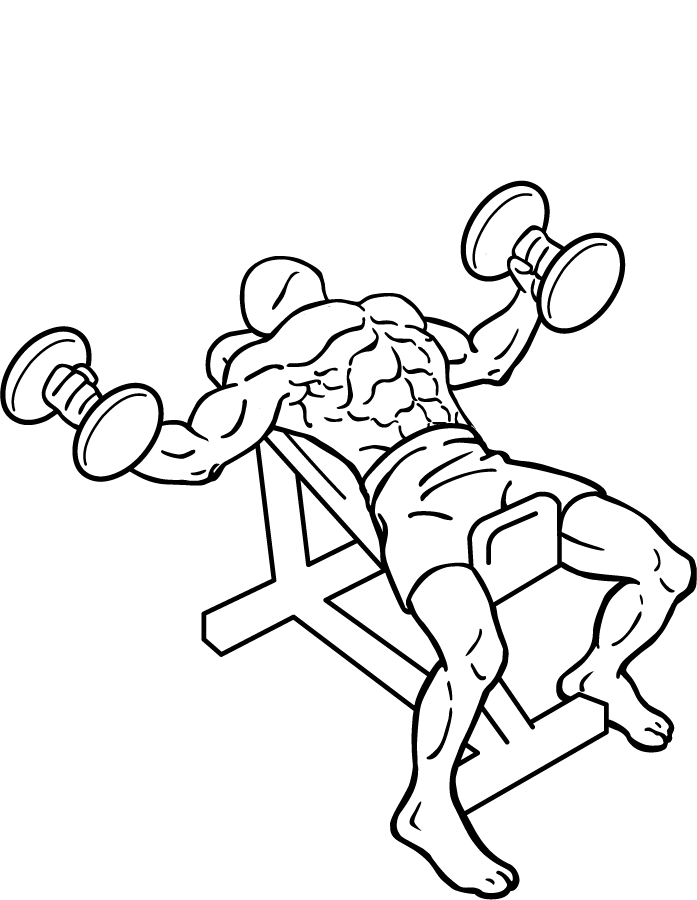
Fase iniziale o eccentrica delle croci ai manubri su panca inclinata: la rappresentazione mostra una posizione errata delle braccia, in quanto alla partenza i gomiti dovrebbero risultare leggermente più chiusi, a circa 60° di abduzione piuttosto che a 90°, per poter stimolare più nello specifico i fasci clavicolari.

Le croci con manubri su panca inclinata (incline bench dumbbell fly) sono un'altra variante teoricamente concepita per stimolare più nello specifico il fascio clavicolare (superiore) del grande pettorale. In realtà è da sottolineare il fatto che non è di per sé l'inclinazione della panca a dirigere un maggior lavoro sui fasci clavicolari, quanto piuttosto la traiettoria del braccio. Il fascio clavicolare del grande pettorale è infatti sensibile alle alterazioni della traiettoria del braccio durante la flessione orizzontale. Se questo movimento prevede di seguire una linea obliqua o diagonale dal basso verso l'alto (una sorta di piano intermedio tra il trasverale e il sagittale), cambiando di conseguenza l'angolo di lavoro tra il braccio e il busto, questa modifica sarà in grado di aumentare l'attivazione del fascio clavicolare a scapito del fascio sternocostale indipendentemente dall'inclinazione della panca. Si suggerisce quindi di modificare la traiettoria, facendo in modo che le due braccia non giacciano sulla stessa linea retta. Il piano di lavoro non sarà più una pura flessione orizzontale esattamente perpendicolare rispetto al busto, ma risulterà obliqua rispetto all'asse longitudinale del corpo e convergente al centro. Tale suggerimento è dato in primo luogo dall'ipotesi che una flessione orizzontale leggermente diagonale, costringendo quindi l'omero ad essere più addotto sul piano frontale nella fase di partenza, allontani i punti d'origine e di inserzione del fascio clavicolare portandone quindi in prestiramento le fibre, e portando invece in precontrazione le fibre del fascio sternocostale. Questa deduzione deriva inoltre dal fatto che i fasci clavicolari vengono attivati anche con la flessione pura del braccio, mentre al contrario i fasci inferiori con l’estensione pura, per tanto con una posizione del braccio più addotta in partenza (che rende il movimento intermedio tra la flessione pura e la flessione orizzontale), pare evidente che il grado di attivazione del fascio superiore sia maggiore rispetto a movimenti di flessione orizzontale pura. Tali dati sono stati confermati chiaramente da alcune osservazioni elettromiografiche (Paoli et al., dati non pubblicati) in cui è stato osservato come a 60° di abduzione sul piano frontale (durante il movimento di flessione orizzontale), l'attività del fascio clavicolare fosse maggiore che a 30° o a 90°.
Quindi per stimolare maggiormente il fascio clavicolare del grande pettorale sulla panca inclinata, così come sulla panca piana, è necessario alterare leggermente il piano di lavoro portando ad una flessione orizzontale diagonale che parte con le braccia abdotte a 60° e non a 90°, muovendo il braccio in senso convergente verso il viso.
L'inclinazione della panca permette semplicemente una diversa distribuzione della forza durante il movimento, ma non influirebbe significativamente sul reclutamento dei diversi fasci del grande pettorale. Nelle normali croci su panca piana la forza di gravità esercita un'azione maggiore quando le braccia sono più abdotte in orizzontale, mentre nella panca inclinata si ottiene la massima azione della forza di gravità (maggiore momento della resistenza) quando sono più addotte in orizzontale, cioè quanto il braccio si trova parallelo al terreno. Queste conclusioni sul reclutamento del fascio clavicolare e l'inclinazione della panca sono stati confermati indirettamente da diversi studi elettromiografici. Analizzando le differenze di attivazione muscolare tra le distensioni su panca piana o inclinata, Barnett et al. (1995) notarono che il capo clavicolare non era più attivo durante la distensione su panca inclinata rispetto a quella piana. Altre ricerche (Glass e Armstrong, 1997) hanno suggerito che l'inclinazione o la declinazione della panca durante le distensioni non risultasse in una diversa attivazione del fascio clavicolare. Ciò è stato confermato indirettamente anche da Lehman (2005), il quale rilevò che sulla panca a presa inversa (supina), l'attività muscolare del fascio clavicolare del grande pettorale era superiore del 30% rispetto alla variante standard a presa prona, verosimilmente perché la prima imponeva una maggiore adduzione del braccio durante il movimento di flessione orizzontale. In conclusione, le croci con manubri su panca inclinata non offrono alcun vantaggio in termini di maggior reclutamento del fascio clavicolare rispetto alla panca piana, perché ciò che determina questa condizione è in realtà la traiettoria del braccio. Le croci con manubri su panca inclinata portano semplicemente a spostare il maggiore momento della resistenza (cioè il punto del ROM in cui la tensione è maggiore) ad un differente livello di flessione orizzontale delle braccia. Bisogna inoltre segnalare che maggiore sarà l'inclinazione della panca, maggiore sarà il carico sul deltoide anteriore e meno sul grande pettorale. Ciò avviene perché con una maggiore inclinazione del tronco, la resistenza si sposterà sempre più a favore di movimenti come la flessione pura o l’abduzione pura del braccio, e sempre meno sull’adduzione orizzontale. Questo porta gradualmente ad una distribuzione del carico differente tra i muscoli coinvolti in proporzione all'inclinazione della panca. In aggiunta, più la panca viene inclinata, e più viene meno la capacità di massimo stiramento del grande pettorale, penalizzandone in un certo modo il massimo stimolo. Si può quindi suggerire un'inclinazione ottimale della panca a circa 30° per evitare un'eccessiva perdita di forza e una maggiore distribuzione del carico sul deltoide anteriore a scapito del grande pettorale. Come nelle altre forme di croci con manubri, è necessario arrestare il movimento prima che il braccio raggiunga la linea verticale rispetto al terreno a causa della perdita di tensione muscolare sempre maggiore via via che il segmento si avvicina a tale soglia fino ad annullarsi. Una caratteristica imposta dalla forza di gravità presente in tutti gli esercizi ai pesi liberi.

### Croci con manubri su panca piana (movimento diagonale)
In base alle constatazioni del paragrafo precedente, si può concludere che anche sulla panca piana sia possibile ridirezionare un maggiore stimolo su diversi fasci del grande pettorale in base alla traiettoria del braccio durante la flessione orizzontale. Come accennato precedentemente, non è infatti l'inclinazione a determinare una maggiore stimolazione sui diversi fasci, quanto piuttosto il piano di lavoro percorso dalle braccia. Detto questo, rispettando lo stesso principio applicabile nelle croci con manubri su panca inclinata, è possibile stimolare più specificamente i fasci clavicolari del grande pettorale anche sulla panca piana, eseguendo un movimento di flessione orizzontale diagonale, che, sul piano frontale, parte con le braccia abdotte a 60° e non a 90° (i gomiti sono quindi più bassi rispetto alla linea delle spalle), muovendo il braccio in senso convergente verso il viso. Il vantaggio non trascurabile favorito dalla panca piana in relazione al ROM del fascio clavicolare, è che questa permette potenzialmente un maggiore stiramento, o una maggiore estensione orizzontale, durante la fase eccentrica. Questo aspetto può essere interessante per i soggetti con una scarsa mobilità della spalla o con la sindrome da impiengement, per i quali la pura estensione orizzontale (un piano esattamente perpendicolare rispetto al suolo) nella fase negativa può rappresentare una limitazione del movimento. La panca piana ha il pregio di spostare il maggiore momento della resistenza ad un maggiore grado di estensione orizzontale rispetto alla panca inclinata, portando di conseguenza ad una diversa distribuzione delle forze e permettendo una maggiore tensione durante la massima retroposizione delle braccia. Tale variante permetterebbe uno stimolo differente e complementare sul capo clavicolare in abbinamento alle croci con manubri su inclinata, rappresentando una valida alternativa a quest'ultimo esercizio, e senza nulla togliere allo stimolo selettivo del fascio in questione. Un ulteriore punto a favore delle croci su panca piana con un movimento diagonale è la maggiore sicurezza a livello articolare. Alcuni professionisti suggeriscono infatti che per minimizzare la distensione della capsula articolare della spalla, i gomiti si dovrebbero mantenere al di sotto del livello delle spalle durante il movimento, una condizione che favorisce una traiettoria diagonale. "Questa modalità dovrebbe essere utilizzata per ridurre le forze di taglio attraverso lo spazio subacromiale, che possono irritare i tendini della cuffia dei rotatori e la borsa" (Durall et al., 2001). In conclusione le croci su panca piana con una traiettoria diagonale dal basso verso l'alto permettono di stimolare più selettivamente il fascio clavicolare, nonché di salvaguardare l'integrità dell'articolazione scapolo-omerale.

### Croci ai cavi

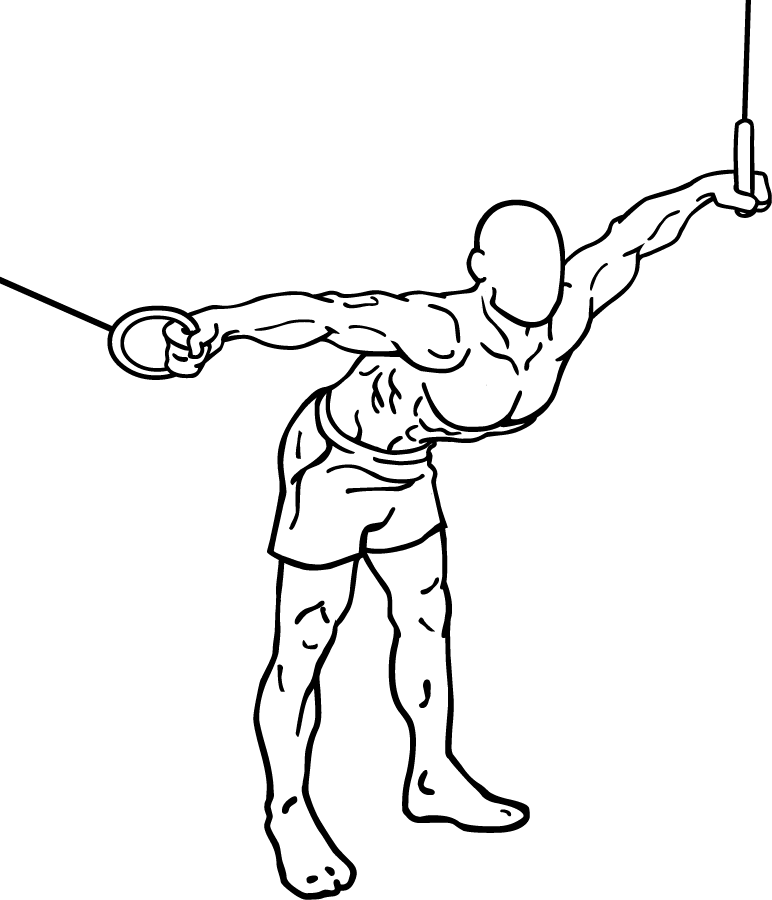
Fase iniziale o eccentrica delle croci ai cavi in posizione eretta con busto flesso.

Le croci ai cavi (cable cross-over) possono essere eseguite in molte modalità, e vengono accomunate unicamente dall'utilizzo dei cavi al posto dei manubri. Queste modalità ricalcano il movimento delle normali croci (flessione orizzontale), con il vantaggio però di ottenere una tensione costante lungo tutto l'arco di movimento (ROM), e quindi di mantenere la tensione muscolare anche quando le braccia sono completamente flesse in orizzontale, un livello dove invece con i manubri verrebbe persa. Ciò in quanto il cavo continua ad esercitare una resistenza, non essendo vincolato dalla gravità. L'indipendenza dalla gravità permette di eseguire l'esercizio con posizioni del corpo molto differenti, ad esempio distesi supini su panca piana o inclinata, oppure in posizione eretta, una peculiarità che non può essere ottenuta con i pesi liberi.

La chiusura incrociata:

Uno dei principali vantaggi di tutte le versioni delle croci ai cavi è quello di permettere di aumentare il range di movimento (ROM) del grande pettorale molto più di tutti gli altri esercizi per questa parte muscolare, consentendo un livello di contrazione massimo che può essere ottenuto con la cosiddetta "chiusura incrociata" dei cavi, ovvero un livello di flessione orizzontale che supera ampiamente la linea perpendicolare rispetto alla spalla, e che non può essere raggiunto con i manubri o la pectoral machine, così come con nessun altro esercizio per il grande pettorale. La "chiusura incrociata" prevede che le braccia (con i gomiti sempre bloccati) vadano ad incrociarsi tra loro durante la fase concentrica, per consentire il massimo livello di contrazione del grande pettorale (fino a circa 130° di flessione orizzontale), irraggiungibile con altri esercizi. Si segnala che questa strategia però sia in grado di portare in conflitto la testa dell'omero con il processo coracoideo o con la glenoide, rivelandosi inadatto per i soggetti con la sindrome da impingement.

#### Cross-over in posizione eretta

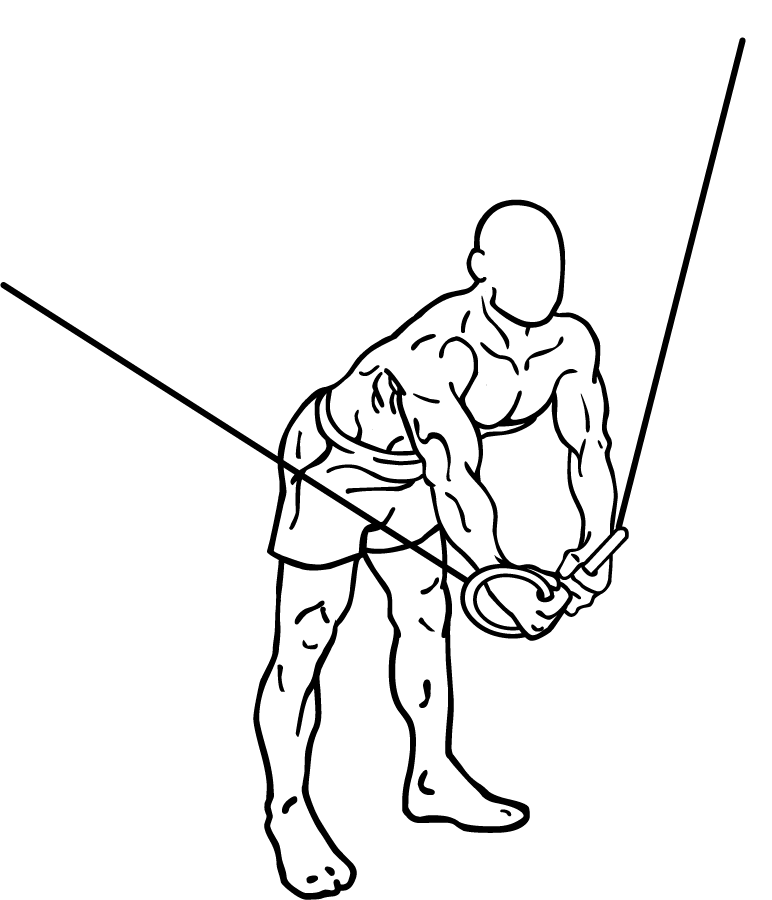
Fase finale o concentrica delle croci ai cavi in posizione eretta con busto flesso. In questo caso la traiettoria è perfettamente trasversale e perpendicolare rispetto al busto, determinando un maggiore reclutamento relativo del fascio sternocostale rispetto a quello inferosternale.

I cross over in posizione eretta sono una forma molto comune di croci, ma non per questo la più vantaggiosa ed efficace. Per essere eseguiti correttamente, i cross-over in piedi richiedono una grande capacità di stabilizzazione e di controllo propriocettivo, necessari per mantenere una posizione rigida e stabile di tutto il corpo mobilizzando solo e unicamente l'articolazione della spalla. Per questi motivi l'esercizio non si rivela molto adatto ai principianti, poco dotati di propriocezione e di sviluppo della connessione mente-muscolo. Durante i cross-over ha luogo un'attivazione muscolare generalmente maggiore causata dall'intervento dei muscoli stabilizzatori di tutto il corpo, deputati a mantenere l'equilibrio, la coordinazione e la posizione eretta e rigida. Il grado di attivazione di alcuni muscoli stabilizzatori durante il movimento potrebbe risultare simile a quella dei muscoli agonisti. Alcuni studi elettromiografici (Santana et al., 2007) in cui vennero paragonate le distensioni classiche su panca e le distensioni ai cavi in posizione eretta trovarono delle notevoli differenze tra le due varianti segnalando le limitazioni di quest'ultima. I ricercatori conclusero:
(Santana et al. J Strength Cond Res. 2007 Nov;21(4):1271-7.)
Sebbene le studio avesse analizzato l'esercizio delle distensioni ai cavi piuttosto che le croci, e che le distensioni ai cavi fossero state eseguite in modalità monolaterale al contrario di quelle su panca, sembrerebbe che gli esercizi ai cavi in posizione eretta possano limitare la prestazione a causa della necessità di mantenere la stabilità e la coordinazione dei muscoli del corpo intero. Il tutto potrebbe presentarsi più svantaggioso per le croci, che risultano un esercizio monoarticolare, in cui di conseguenza il carico e lo stimolo metabolico/anabolico sono penalizzati. Le limitazioni dello studio sono state rappresentate dal fatto che la distensione ai cavi in piedi veniva praticata solo con il braccio destro (monolaterale), mentre le distensioni su panca venivano praticate con entrambe le braccia (bilaterale). Di conseguenza, la modalità monolaterale ai cavi ha provocato un'ulteriore resistenza a carico dei muscoli rotatori del tronco nella parte sinistra, determinando una maggiore attivazione dell'obliquo interno sinistro. Anche se le modalità in piedi potrebbero risultare limitanti sotto alcuni aspetti, altre ricerche mettono in luce un potenziale vantaggio per migliorare l'attivazione neuromuscolare dei muscoli del core (essenzialmente la parete addominale e gli erettori spinali): "In conclusione, per migliorare l'attivazione neuromuscolare dei muscoli superficiali del core, gli esercizi in piedi devono essere utilizzati al posto degli esercizi da seduti, e gli esercizi unilaterali devono essere utilizzati al posto degli esercizi bilaterali" (Saeterbakken e Fimland, 2012).
- Croci ai cavi alti in piedi: le croci ai cavi alti in posizione eretta (high cable standing cross-over) sono la più comune tra le varianti delle croci ai cavi. Nella posizione di partenza il busto viene portato leggermente avanti rispetto all'origine dei cavi alti, in modo che questi si trovino dietro al corpo e non davanti, suggerendo di posizionare i piedi l'uno davanti all'altro per motivazioni di equilibrio.[6] Il busto viene leggermente flesso e bloccato, e i gomiti devono rimanere semiflessi e bloccati come nelle altre croci.[4][5] Durante il movimento è importante mantenere i gomiti verso l'alto rispetto all'avambraccio,[4][6] per evitare l'extrarotazione del braccio e ridurre l'impegno degli altri intrarotatori del braccio focalizzando maggiormente il lavoro sul grande pettorale. Anche se può essere suggerito di portare i gomiti in retroposizione massima oltre alla linea delle spalle per consentire il massimo stiramento del grande pettorale,[6] un'eccessiva elevazione dei gomiti potrebbe causare lesioni e infiammazioni articolari a carico della borsa o dei tendini della cuffia dei rotatori (sindrome da impingement). L'esercizio può essere praticato con diverse traiettorie, per stimolare più nello specifico uno dei due fasci del grande pettorale principalmente chiamati in causa, ovvero il fascio sternocostale (intermedio) e quello inferosternale (inferiore). Il rapporto tra il livello di flessione del busto, la posizione del corpo e il livello di chiusura dei cavi (quando le mani si toccano) determinerà la traiettoria del braccio e quindi il maggiore reclutamento di un fascio piuttosto che l'altro.[5]
- Se si intende stimolare maggiormente il fascio sternocostale, la traiettoria del braccio deve percorrere una linea esattamente trasversale o perpendicolare rispetto al tronco, per tanto durante la fine della fase concentrica, le mani si toccheranno ad un livello più alto, verso avanti, all'altezza dello sterno.[6]
- Per stimolare il fascio inferiore, la traiettoria subirà una leggera modifica, portando ad alterare il piano di lavoro da un puro piano trasversale (pura flessione orizzontale) ad una linea intermedia tra il piano trasversale e il piano frontale verso il basso. I questo caso le mani si toccheranno ad un livello più basso,[6] all'altezza del pube.

Va segnalato però che non è di per sé l'altezza della chiusura dei cavi a determinare il reclutamento di un fascio rispetto all'altro, quanto piuttosto l'angolo di lavoro tra busto e braccio, o in altri termini, il rapporto tra il livello di flessione del busto e il livello di chiusura delle mani. Un errore comune può essere quello di effettuare una chiusura troppo bassa, determinando un movimento più vicino all’adduzione pura del braccio che alla flessione orizzontale. Tale modifica impone l'attivazione del grande dorsale e del grande rotondo, che hanno il ruolo di potenti adduttori del braccio, aumentando la forza complessiva nel movimento e facilitandone l'esecuzione, ma perdendo l'isolamento del grande pettorale.

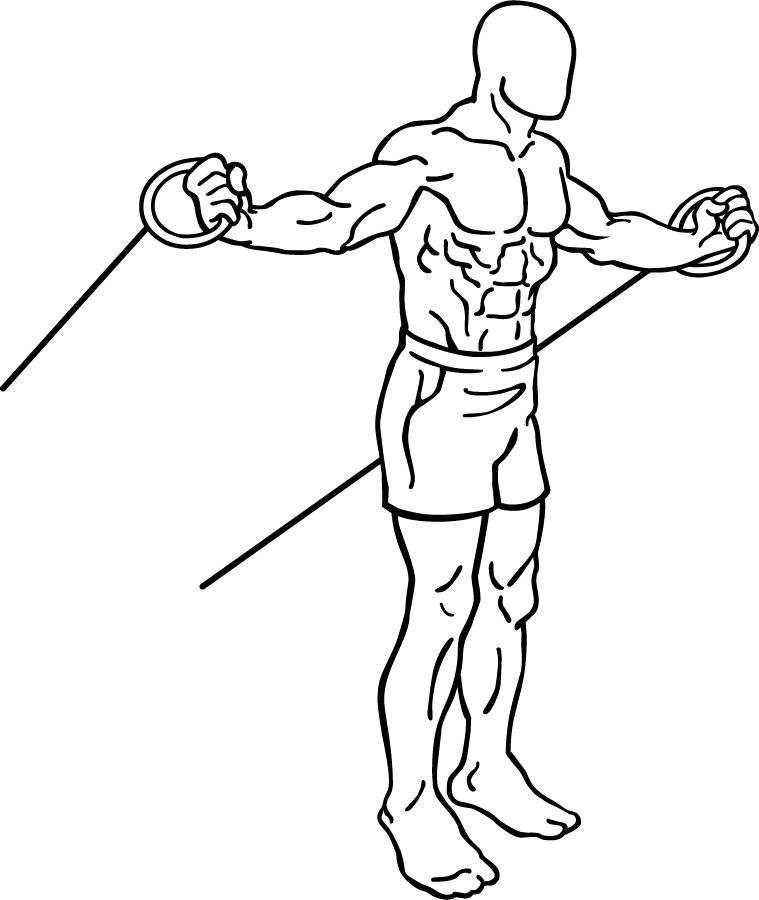
Fase iniziale o eccentrica delle croci ai cavi bassi in posizione eretta. Il busto deve essere posizionato in verticale a diversi passi avanti rispetto all'origine dei cavi, e le braccia partono da una posizione retroposta e abdotta a circa 60°.

- Croci ai cavi bassi in piedi: le croci ai cavi bassi in posizione eretta (low cable standing cross-over) sono la variante delle croci ai cavi più comune per stimolare i fasci clavicolari del grande pettorale. Condivide molti aspetti con le croci ai cavi alti, tuttavia la differenza sostanziale è data dalla traiettoria del braccio che, come è stato ampiamente approfondito nel paragrafo dedicato alle croci con manubri su panca inclinata, per sollecitare selettivamente il capo clavicolare, deve risultare diagonale dal basso verso l'alto in senso convergente. Anche in questo caso, la posizione di partenza prevede che il busto venga portato leggermente avanti rispetto all'origine dei cavi bassi, con i piedi l'uno davanti all'altro per un maggiore equilibrio. In questa occasione il corpo può essere portato relativamente più avanti per consentire il massimo stiramento del fascio clavicolare, dotato naturalmente di una maggiore mobilità data la traiettoria diagonale del braccio. Diversamente dalle croci ai cavi alti, il busto viene mantenuto verticale al fine di aumentare ulteriormente il range di movimento (ROM) del braccio, e quindi del fascio coinvolto, in massima estensione orizzontale. I gomiti sono naturalmente semiflessi e bloccati come nelle altre croci. Per una corretta stimolazione del fascio clavicolare, dalla partenza le braccia si devono trovare ad un livello di abduzione di circa 60°, retroposte rispetto al tronco, e percorrendo un movimento a semicerchio in senso convergente verso il viso. Questo piano di lavoro diagonale richiede un maggiore controllo del movimento, e risulta il più adatto alla stimolazione selettiva del fascio clavicolare. Rispetto alle croci per il fascio clavicolare ai pesi liberi, quelle ai cavi permettono di aumentare notevolmente il ROM nella fase concentrica, offrendo la possibilità di ottenere la massima contrazione del fascio clavicolare con la "chiusura incrociata", ad un livello in cui i gomiti, da bloccati, si trovano all'incirca all'altezza del naso.

#### Cross-over su panca
Sebbene meno comuni nell'ambito dell'esercizio coi pesi, le croci ai cavi su panca
possono presentare alcuni vantaggi rispetto alle croci in posizione eretta. I cross-over su panca determinano un impegno della muscolatura stabilizzatrice molto inferiore. Questo vantaggio è dato dal fatto che la posizione distesa supina permette di escludere dal lavoro tutti i muscoli stabilizzatori del corpo, che nelle varianti in posizione eretta sono costretti ad esercitare un intervento significativo per mantenere la posizione. La completa esclusione dei muscoli stabilizzatori del corpo consente di focalizzare il lavoro solo sulla muscolatura intreressata, facilitando il processo. Tale peculiarità rende i cross-over su panca più adatti ai soggetti con una scarsa capacità propriocettiva e di controllo neuromuscolare, consentendo di focalizzare il lavoro di fatto solo sulla muscolatura agonista.

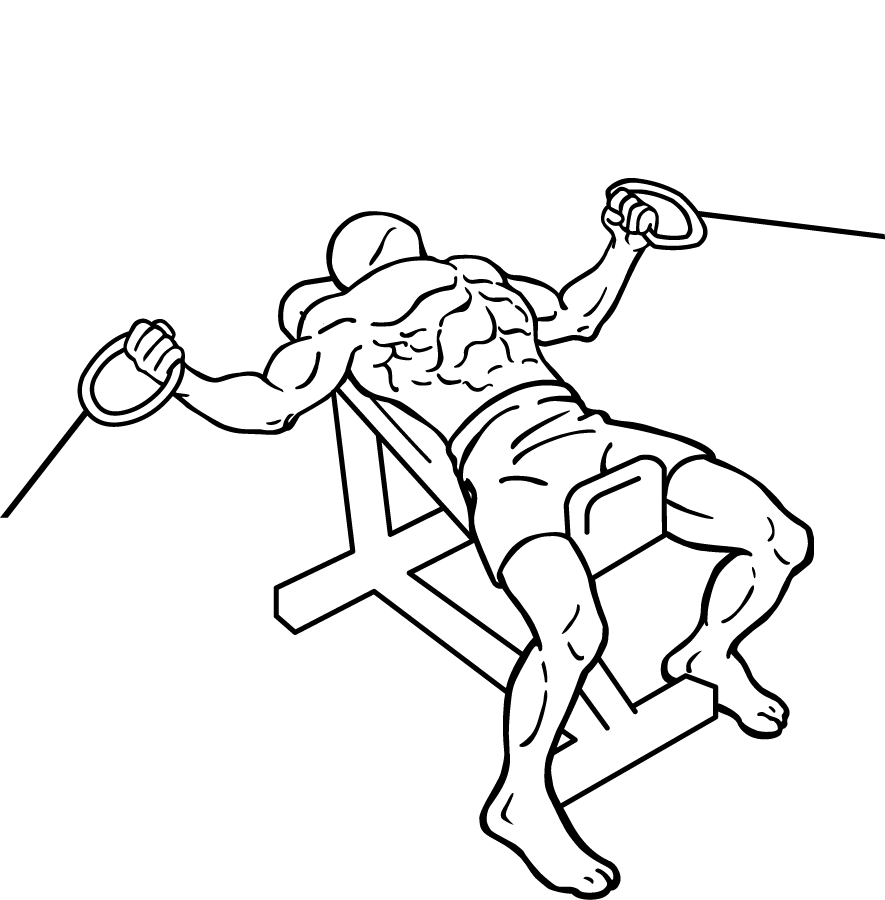
Fase iniziale delle croci ai cavi bassi su panca inclinata. Come di norma, per stimolare più specificamente i fasci clavicolari è necessario partire con i gomiti più bassi rispetto alle spalle, in un movimento convergente verso il viso.

- Croci ai cavi supini su panca piana: le croci ai cavi su panca piana (flat bench cable cross-over) sono probabilmente una delle varianti ai cavi più vantaggiosa per lo stimolo muscolare del grande pettorale, soprattutto per i soggetti con difficoltà a mantenere rigida la muscolatura stabilizzatrice. Per di più, le croci ai cavi su panca piana sono un esercizio molto versatile, perché possono essere impiegate per stimolare selettivamente uno tra i tre fasci del grande pettorale in base alla traiettoria del braccio in rapporto alla posizione della panca:

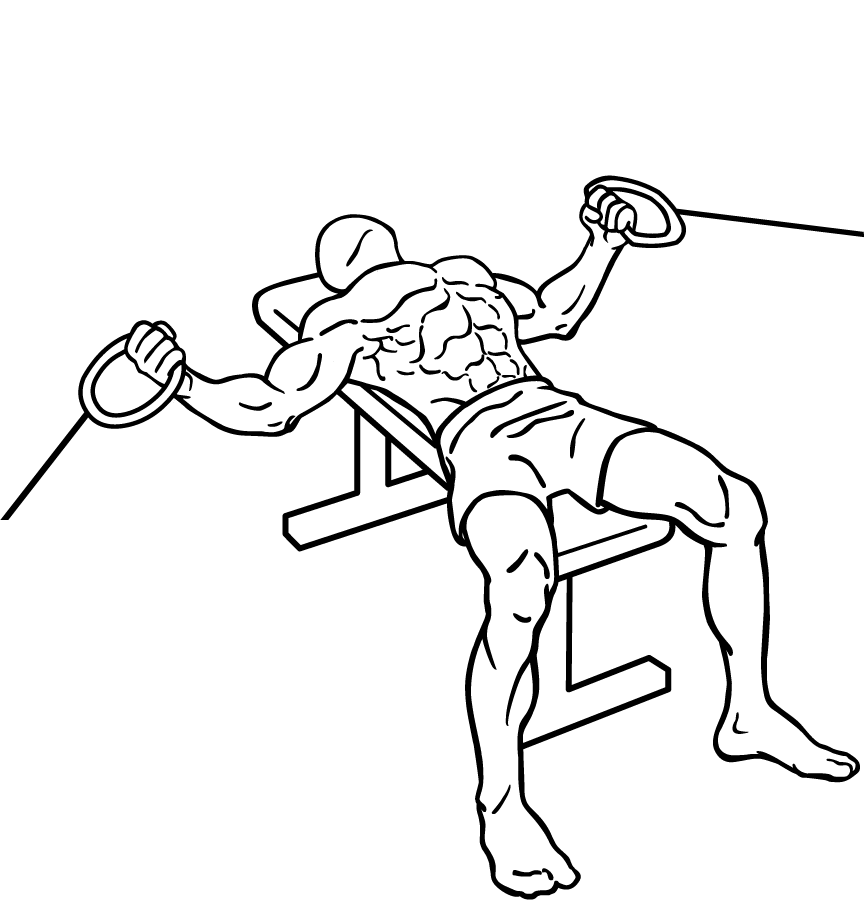
Fase iniziale o eccentrica delle croci ai cavi bassi su panca piana.

- Se la panca piana viene posizionata in mezzo ai cavi bassi, posizionando il corpo in maniera tale che le spalle si trovino in linea con la loro origine, il movimento eseguito sarà una pura flessione orizzontale, il cui piano di lavoro risulta perfettamente perpendicolare rispetto all'asse del tronco. In questo caso si stimolerà più nello specifico il fascio sternocostale.
- Se la panca piana viene posizionata qualche passo indietro rispetto all'origine dei cavi bassi, facendo in modo che i gomiti risultino al di sotto della linea delle spalle, e che nella fase di partenza le braccia partano da un livello di abduzione di circa 60°, compiendo un movimento convergente verso il viso, allora tale variante si presenterà come adatta per stimolare nello specifico il fascio clavicolare.
- Se la panca piana viene posizionata qualche passo avanti rispetto all'origine dei cavi bassi, facendo in modo che nella fase di partenza le braccia si trovino relativamente intrarotate e i gomiti al di sopra dell'altezza delle spalle, compiendo un movimento convergente verso i pube (non tale da risultare un’adduzione pura del braccio), si andrà a stimolare i fascio inferosternale del grande pettorale.

Le croci su panca piana ai cavi possono rappresentare una buona sostituzione alle croci ai cavi in piedi per i principianti data la maggiore facilità di esecuzione. Queste possono sostituirsi anche alla pectoral machine per il pregio di poter consentire un movimento più fisiologico per l'articolazione della spalla in presenza di sindrome da impingement, condividendo inoltre la stessa caratteristica di mantenere la tensione costante durante il ROM, ma presentandosi superiori per il fatto di non imporre una traiettoria rigida e vincolata, e di permettere la "chiusura incrociata", non praticabile con la macchina in questione.
- Croci ai cavi supini su panca inclinata: Le croci ai cavi in posizione supina su panca inclinata  (incline bench cable cross-over) nascono con l'idea di favorire un maggiore stimolo del fascio clavicolare del grande pettorale imitando il gesto delle croci con manubri su panca inclinata. Tuttavia, come si era visto per quest'ultimo esercizio, non è di per sé l'inclinazione della panca a dirigere maggiormente il lavoro sul fascio clavicolare, quanto piuttosto la traiettoria leggermente diagonale del braccio. A maggior ragione questo succede utilizzando i cavi, i quali sono indipendenti dalla gravità, e quindi non vengono influenzati direttamente dall'inclinazione della panca. Se ad esempio le croci ai cavi su panca inclinata venissero praticate imponendo al braccio di percorrere una linea esattamente perpendicolare rispetto all'asse del busto (abduzione di 90° in partenza), allora il fascio relativamente più attivo risulterebbe quello sternocostale. Paradossalmente, il fascio clavicolare potrebbe essere più sollecitato con le croci ai cavi su panca piana che non con quelle ai cavi su inclinata, se nel primo caso il movimento si presenta più specifico per il fascio superiore. Ciò avviene perché ognuno dei tre capi rispettivi del grande pettorale, pur intervenendo in sinergia con i restanti durante la maggior parte dei movimenti, assume un ruolo più importante a seconda della traiettoria specifica del braccio. In tal caso, può essere concluso che per sollecitare specificamente i fasci superiori è necessario modificare l'angolo di lavoro tra il braccio e il busto, facendo partire il braccio da circa 60° di abduzione, quindi leggermente al di sotto dell'altezza delle spalle, in un movimento diagonale convergente verso il viso. Ciò che può risultare vantaggioso con la panca inclinata ai cavi è la completa indipendenza dalla gravità rispetto alla variante con manubri, per tanto, oltre al notevole aumento del ROM tipico di tutte le croci ai cavi (potenzialmente con la "chiusura incrociata"), è possibile inclinare la panca anche fino a 90° (busto verticale), se la traiettoria del braccio risulta adeguata rispetto all'asse longitudinale del tronco. Al contrario, nella versione con manubri può essere suggeribile inclinare la panca al massimo a 30° a causa della stretta dipendenza dalla gravità. In conclusione, tra le croci ai cavi su panca piana o inclinata non risulta alcuna differenza particolare, in quanto entrambe le varianti possono essere praticate in maniere diverse per stimolare specificamente uno dei tre capi del grande pettorale. La panca inclinata ai cavi in questo contesto non presenta dei vantaggi maggiori o caratteristiche diverse rispetto alla panca piana ai cavi per lo stimolo del capo clavicolare.
- Croci ai cavi supini su panca declinata:  Le croci ai cavi supini su panca declinata  (decline bench cable cross-over) sono probabilmente la variante dei cross-over ai cavi meno comune tra tutte, potenzialmente praticabile per stimolare i fasci inferiori del grande pettorale. Anche in questo contesto, essendo i cavi indipendenti dalla gravità, la declinazione della panca non ha alcuna utilità per direzionare il lavoro su capi diversi del grande pettorale, quanto piuttosto la traiettoria del braccio nel movimento. Anche sulla panca declinata quindi sarebbe tecnicamente possibile stimolare i fasci clavicolari se la stessa viene posizionata qualche passo indietro rispetto all'origine dei cavi bassi, eseguendo il movimento convergente dal basso verso l'alto. Analogamente a quanto accade per i cross-over ai cavi alti in piedi, solo se il braccio segue una traiettoria diagonale convergente partendo da sopra la linea delle spalle verso il pube verranno stimolati maggiormente i fasci inferiori. In conclusione, anche in questo caso una diversa inclinazione della panca non offre alcun vantaggio, e come le altre inclinazioni, può essere usata per sollecitare uno tra i tre capi del grande pettorale.

### Pectoral machine

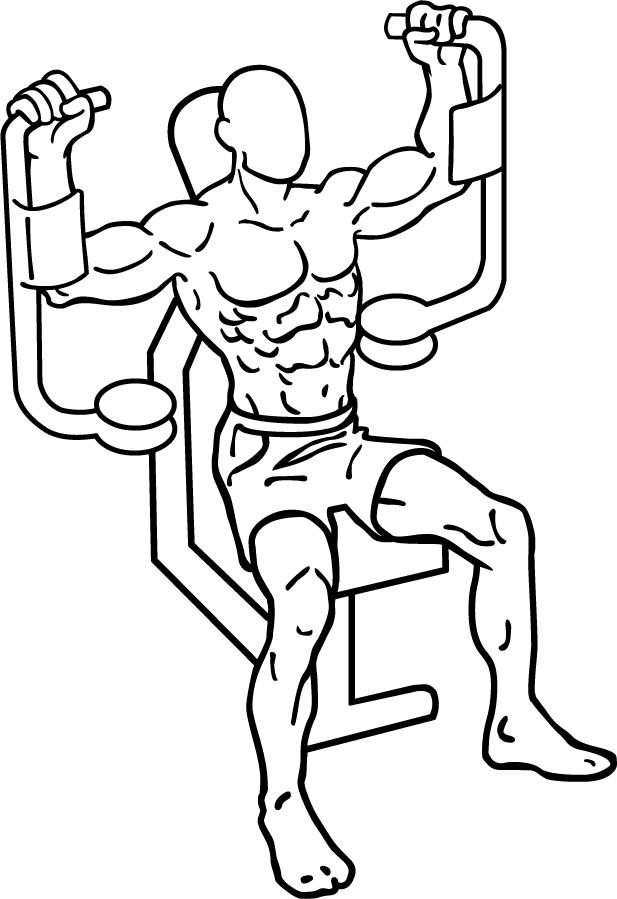
Fase iniziale della pectoral machine. Questa variante porta ad un maggiore stress articolare della spalla dovuto al sovraccarico sulla capsula articolare dato dall'eccessiva extrarotazione e iperestensione orizzontale del braccio.

La pectoral machine, detta anche pec deck, chest fly machine o butterfly machine, è la risposta alle croci per il petto alla macchina specifica. Il macchinario, eseguito da seduti, impone una traiettoria guidata, e come tale favorisce la massima esclusione della muscolatura sinergica e stabilizzatrice, isolando maggiormente il lavoro sul grande pettorale. Similmente a quanto accade con le croci ai cavi, la macchina è in grado di garantire una tensione costante lungo tutto il range di movimento (ROM). Anche in questo caso, per consentire una pura flessione orizzontale, è necessario posizionare il busto esattamente in verticale, impugnare le maniglie mantenendo i gomiti all'altezza delle spalle, e regolare il sedile in maniera tale che il braccio, trovandosi flesso a 90° rispetto al busto, segua una traiettoria orizzontale e parallela al suolo. Per consentire ciò è necessario che spalle e gomiti si trovino alla stessa altezza muovendosi sullo stesso piano. In linea di massima, bisognerebbe fare in modo che il centro di rotazione o fulcro dell'articolazione coincida con il centro di rotazione o fulcro della macchina. Esistono in realtà due varianti della pectoral machine:
- La prima presenta delle imbottiture posizionate all'altezza delle spalle su cui vengono poggiati i gomiti, portando a posizionare il braccio extrarotato con l'avambraccio flesso a 90° in verticale (vedi figura). In questo caso il movimento di spinta è dato dai gomiti in appoggio sulle imbottiture, creando il movimento a semicerchio tipico delle croci. Questa prima tipologia di macchinario è la più svantaggiosa per la salute articolare della spalla.[6][20]
- La seconda variante è dotata di normali maniglie piuttosto che di imbottiture. Questa volta gli avambracci sono estesi, e il movimento di spinta è a carico dei palmi delle mani piuttosto che ai gomiti, permettendo una maggiore intrarotazione del braccio, più vantaggiosa per l'articolazione della spalla.[6][20] In questo caso la presa sulle maniglie è neutra, e le mani, i gomiti e le spalle si trovano sullo stesso piano di lavoro (trasversale).

Il movimento della pectoral machine, altamente vincolato, può essere più adatto per i neofiti, data la facilità di esecuzione, comune nella maggior parte delle macchine isotoniche. Tuttavia, proprio per il ridotto grado di attivazione dei muscoli stabilizzatori e sinergici della spalla, questo può presentarsi come uno svantaggio ai fini del rafforzamento della muscolatura che garantisce la stabilizzazione dell'articolazione scapolo-omerale, come la cuffia dei rotatori, non rappresentando quindi la scelta più adatta per la riabilitazione da infortuni. Per di più, la traiettoria rigida e vincolata non risulta propriamente fisiologica in termini articolari (specialmente a braccio extrarotato), ribadendo ulteriormente l'inadeguatezza rispetto ad altre varianti delle croci, ulteriormente confermata dalla posizione del braccio spesso svantaggiosa e più gravosa per l'articolazione. Viene infine segnalato che la versione della pectoral machine con le imbottiture e la spinta a carico dei gomiti con braccia extrarotate risulta in un maggiore stress dell'articolazione scapolo-omerale a causa del sovraccarico sulla capsula articolare dato dall'eccessiva extrarotazione del braccio. Sarebbe quindi ritenuta migliore la variante con le maniglie, oppure ancora è possibile una modifica della posizione del braccio appoggiando i palmi delle mani sulle imbottiture piuttosto che i gomiti per evitare la svantaggiosa posizione del braccio extrarotata e iperestesa in orizzontale. Recenti ricerche hanno curiosamente segnalato, tramite misurazione elettromiografica (EMG), che l'attivazione muscolare del grande pettorale e del deltoide anteriore non differiva tra la pectoral machine e le distensioni su panca con bilanciere (Rocha Júnior et al., 2007). Conclusioni simili sono state tratte da Botton et al. (2013), i quali non hanno osservato significative differenze nell'attivazione del deltoide anteriore tra panca piana e la pectoral machine.

## Errori e infortuni
Durante l'esecuzione su panca, è suggeribile posizionare i piedi su un supporto o una piattaforma, per poter mantenere una curva lombare neutra impedendo l'inarcamento dovuto all’estensione della coscia sull'anca. Questo accorgimento può essere di particolare utilità per i soggetti con iperlordosi lombare o un eccessivo accorciamento dei flessori dell'anca.
Data la natura monoarticolare del movimento a carico della sola articolazione gleno-omerale, le croci potenzialmente pongono sotto maggiore stress le giunture coinvolte, ovvero polsi, gomiti, e soprattutto le spalle. Ciò è causato dalla leva più lunga creata dall'estensione rigida dell'avambraccio sul braccio. Questo determina un maggiore sovraccarico sull'articolazione della spalla, oltre ad aumentare la capacità di iperestensione del braccio ad un livello ritenuto pericoloso per l'integrità articolare. Il tutto può essere peggiorato se il livello di massima estensione orizzontale del braccio avviene quando i gomiti si trovano all'altezza delle spalle (angolo di lavoro di 90° tra braccio e tronco), o quando le braccia rimangono extrarotate (nella pectoral machine con le imbottiture e spinta dei gomiti, o nelle croci a presa supina).
Nel movimento delle croci è necessario mantenere i gomiti semiflessi e bloccati durante tutto l'arco di movimento. I gomiti non dovrebbero essere né troppo estesi né troppo flessi. Nel primo caso, alcuni autori suggeriscono che ciò andrebbe a gravare sull'articolazione del gomito, in quanto il sovraccarico tenderebbe a portarlo in iperestensione. La semiflessione di cica 10° quindi comporterebbe uno scarico articolare. Nel secondo caso, l'eccessiva flessione dei gomiti, da bloccati, durante il movimento, faciliterebbe l'esecuzione a causa dell'accorciamento del braccio di leva e di conseguenza del carico. Inoltre verrebbe ridotto il ROM nella fase concentrica. I gomiti dovrebbero risultare semiflessi, ma vicini alla massima estensione (a circa 10°), e bloccati. Un altro errore spesso notato durante l'esecuzione delle croci è quello di modificare il grado di flessione/estensione del gomito durante il movimento. In questo caso esso perde la caratteristica di esercizio monoarticolare, e quindi di isolamento, reclutando ulteriori gruppi muscolari e riducendo il braccio di leva, e quindi il carico percepito. Ciò rende l'esercizio una sorta di distensione, in cui viene prevista la flessione del gomito nella fase negativa e l’estensione nella fase positiva. In questo caso, la flessione del gomito, durante la fase negativa tende semplicemente a facilitarne l'esecuzione per la riduzione del braccio di leva, e quindi del carico.
Un errore comune commesso spesso nelle croci ai cavi alti con chiusura bassa è quello di far percorrere al braccio una traiettoria troppo vicina all'adduzione, che determina una crescente attivazione di altri fasci muscolari. Se il piano di lavoro tende più verso il piano frontale che al piano trasversale, può facilmente verificarsi un intervento significativo del grande dorsale e del grande rotondo, che, assieme ad una buona parte dei muscoli che partecipano alla flessione orizzontale, sono protagonisti dell’adduzione del braccio. L'errore può essere compreso quando, al termine della fase positiva, la chiusura risulta troppo bassa, a livello del pube o al di sotto di questo livello, e le braccia sfiorano i fianchi.

### Range di movimento (ROM) e infortuni
Un accorgimento fondamentale durante il movimento delle croci è legato al range di movimento. Viene infatti suggerito che le braccia (omero) non debbano essere portate in massima retroposizione (o massima estensione orizzontale) arrestando il movimento quando, nel caso della panca piana, tali segmenti si posizionano paralleli al pavimento. In altre parole, la linea eseguita dal gomito e dalla spalla non dovrebbe superare di molto la linea mediana del corpo, oppure non superare eccessivamente i 0° di estensione orizzontale, dove i gomiti risultano ampiamente dietro la schiena. Questo servirebbe per minimizzare l'eccessiva distensione della capsula anteriore spalla. Non utilizzare le mani o gli avambracci come riferimento, perché se le mani vengono abbassate a livello del torace, il livello di estensione orizzontale del braccio risulterà di conseguenza maggiore. Viene anche suggerito di mantenere una presa neutra durante l'esercizio (i palmi delle mani si guardano durante la fase positiva), poiché ruotando il braccio internamente o esternamente se be ridurrebbe l'efficacia, contribuendo potenzialmente a creare uno stress articolare alla spalla. Anche durante il movimento non bisognerebbe permettere al braccio di ruotare internamente o esternamente. Questi linee guida possono essere rispettate nel caso le croci vengano eseguite con una flessione orizzontale pura, cioè quando l'angolo di lavoro tra braccio e busto (e di conseguenza il livello di abduzione del braccio in partenza) risulta di 90°. Tuttavia, viene fatto presente da altri autori che, soprattutto in presenza di sindrome da impingement, sia possibile modificare la traiettoria del braccio mantenendo i gomiti al di sotto della linea delle spalle (angolo di lavoro tra braccio e busto inferiore a 90°) durante l'intero movimento, al fine di ridurre le forze di taglio attraverso lo spazio subacromiale, che possono irritare i tendini della cuffia dei rotatori e la borsa. Questa modifica del ROM può coincidere con il movimento previsto nelle croci per stimolare i fasci superiori del grande pettorale, che prevedono un movimento praticamente analogo.
Tuttavia, viene fatto presente che il massimo livello di flessione orizzontale previsto nelle croci, che può essere ottenuto solo con i cavi (tra 90° a 130° circa di flessione orizzontale), risulterebbe nel conflitto tra la testa dell'omero e il processo coracoideo o la glenoide. In tal caso la flessione orizzontale fino a 90° o oltre tale soglia (con la "chiusura incrociata"), sarebbe quindi da evitare. I manubri invece, imponendo una perdita di tensione muscolare ben prima dei 90° di flessione orizzontale, non presentano lo stesso problema in quanto l'esercizio riduce il ROM utile per la stimolazione muscolare a causa della dipendenza dalla forza di gravità. Per tanto, le croci ai manubri su panca per il fascio superiore del grande pettorale risulterebbero una variante adatta per i soggetti con sindrome da conflitto, mentre per i cross-over ai cavi, oltre alla linea leggermente diagonale con i gomiti al di sotto delle spalle, il movimento dovrebbe essere arrestato prima che la flessione orizzontale raggiunga un livello di 90°.
In conclusione, il movimento delle croci deve essere piuttosto limitato per poter garantire un'adeguata sicurezza, evitando le problematiche tipiche della sindrome da impingement. Queste limitazioni riguardano sia la massima estensione orizzontale (fase negativa) che la massima flessione orizzontale (fase positiva), le quali dovrebbero essere controllate. In sintesi, per evitare l’impingement:
- evitare di portare in massima estensione orizzontale il braccio durante la fase negativa, arrestando il gomito all'altezza della spalla evitandone la retroposizione rispetto al corpo;
- se si sceglie di portare in massima estensione orizzontale il braccio durante la fase negativa, ridurre l'angolo di lavoro tra braccio e tronco (sotto i 90°), mantenendo i gomiti al di sotto della linea delle spalle;
- questa modifica del ROM porta a stimolare in maniera relativamente maggiore il fascio clavicolare del grande pettorale, anche su panca piana;
- evitare di portare in massima flessione orizzontale il braccio durante la fase positiva, arrestando il gomito prima che raggiunga i 90° di flessione orizzontale (braccia parallele tra loro);
- questo problema riguarda soprattutto le croci ai cavi, le quali permettono un notevole aumento del ROM durante la fase positiva, potenzialmente con la "chiusura incrociata" delle braccia, ma che non riguarda i manubri, dove ad un tale livello di flessione orizzontale (90° o oltre) viene evitato a causa della completa perdita di tensione muscolare;

### Pesi liberi e perdita della tensione muscolare

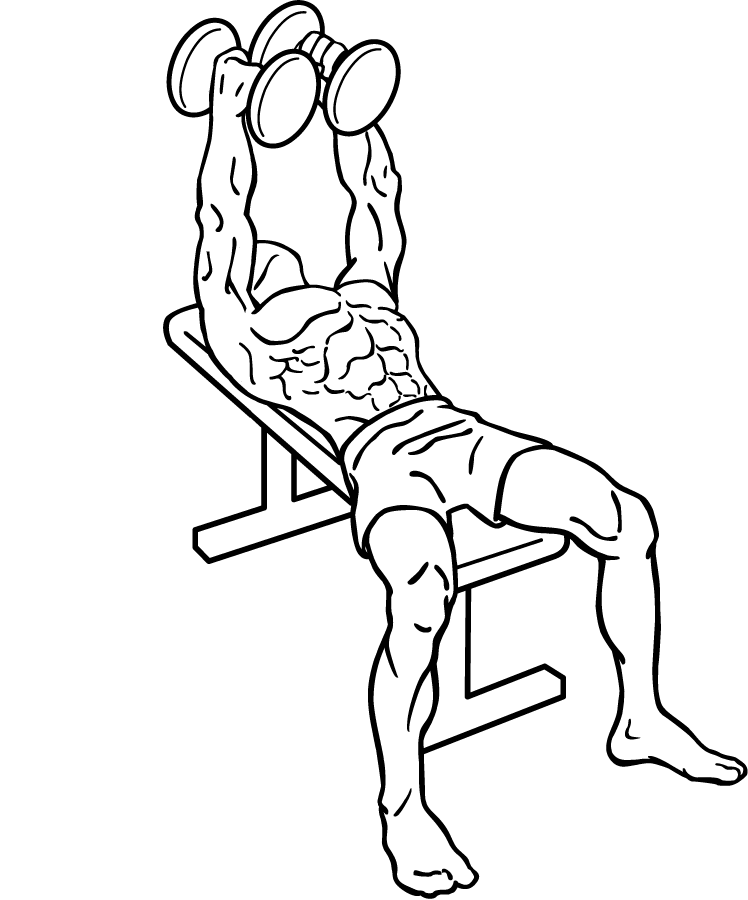
Fase finale delle croci con manubri su panca piana: quando le braccia si trovano perpendicolari al suolo la tensione muscolare viene completamente persa, determinando una sorta di interruzione dell'attività muscolare.

Una questione che può essere discussa nel contesto dell'esecuzione delle croci ai pesi liberi è l'eventuale modifica del range di movimento (ROM, range of motion). Il normale movimento di una croce è una completa flessione orizzontale, che parte da una estensione orizzontale del braccio a 0° (o un’abduzione a 90°) seguendo una traiettoria perpendicolare in rapporto al tronco in antiversione. Si potrebbe suggerire che il movimento completo possa essere modificato per diversi motivi. In primo luogo, nelle varianti con manubri, quando un arto raggiunge la massima flessione orizzontale (punto di arrivo), i muscoli coinvolti perdono tensione a causa del vincolo della forza di gravità. La perdita di tensione muscolare in una parte del range di movimento è una peculiarità tipica degli esercizi ai pesi liberi, in cui la gravità impone che più un segmento durante il movimento si avvicina al perpendicolare rispetto al suolo e più la tensione muscolare viene attenuata fino ad essere persa. Viceversa più un segmento tende ad avvicinarsi all'orizzontale rispetto al suolo, e più la tensione aumenta (in questo caso il punto di massima contrazione nell'esercizio coincide con il punto in cui viene persa la tensione muscolare). Questo "inconveniente" viene evitato o attenuato negli esercizi ai cavi o alle macchine isotoniche, in cui la tensione rimane costante lungo tutto i ROM. Per tanto, raggiungere il massimo livello di flessione orizzontale nelle varianti delle croci con manubri potrebbe essere ritenuto un ostacolo ai fini della massima stimolazione muscolare, determinando una sorta di sosta tra le ripetizioni, e naturalmente facilitandone l'esecuzione a parità di carico. Non a caso viene rilevato che, durante una serie, le pause tra le ripetizioni (come quelle determinate in questo caso dalla momentanea perdita di tensione a causa della gravità) tendano a portare ad una riduzione della secrezione di lattato e molecole come GH e catecolammine rispetto alle ripetizioni continuate, e ciò si tradurrebbe in uno stimolo metabolico e anabolico inferiore rispetto all'esecuzione in cui viene evitata la fase dell'arco di movimento più facile, in cui i muscoli coinvolti perdono tensione. Questo problema naturalmente non si pone nelle varianti delle croci ai cavi, le uniche che permettono il ROM maggiore in assoluto, mantenendo comunque la tensione muscolare. In conclusione, quando le croci vengono eseguite ai pesi liberi, per evitare la perdita di tensione muscolare durante una parte del ROM, si suggerisce di arrestare il movimento prima di arrivare alla teorica massima flessione orizzontale, cioè quando le braccia arrivano ad un livello verticale rispetto al suolo. Il movimento delle braccia potrebbe essere arrestato a circa 45° o al massimo 60°, per poter mantenere la massima tensione muscolare evitando punti morti.

### Legge della plasticità muscolare ed equilibrio posturale

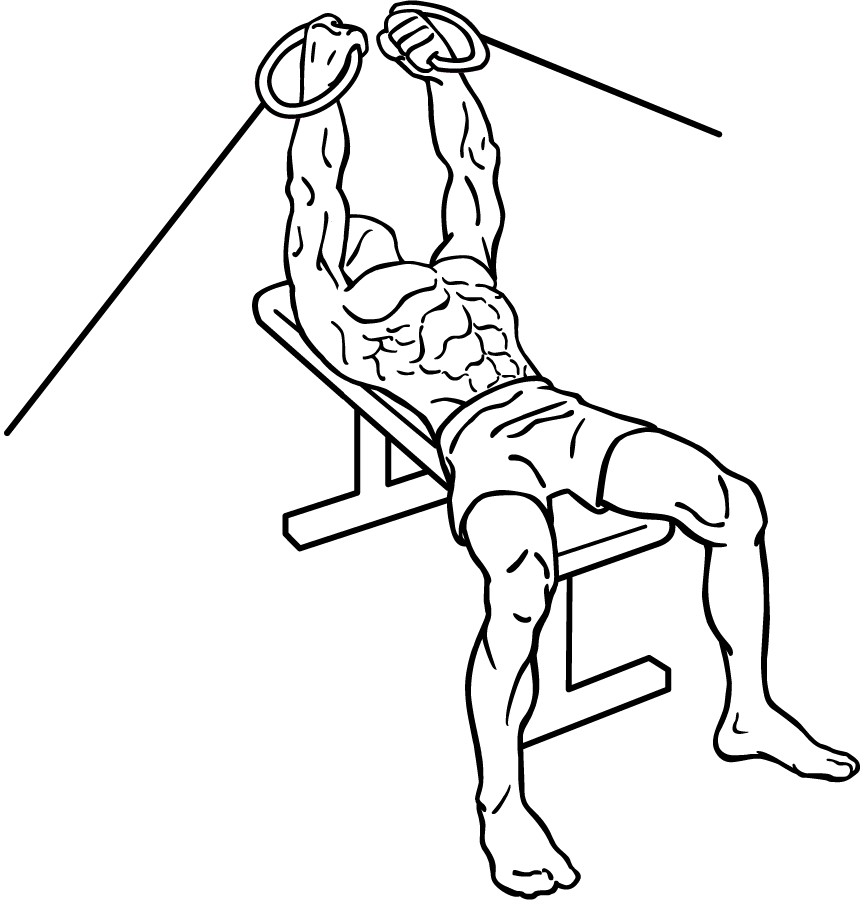
Fase finale di una croce su panca piana ai cavi bassi: i cavi permettono di mantenere la tensione costante lungo tutto il ROM, permettendo di superare il limite imposto da macchine e manubri.

Un motivo più importante per il quale il ROM delle croci può essere ridotto, è la sua implicazione in un eventuale programma di correzione o bilanciamento posturale. Esiste una teoria, basata sulla Legge della plasticità muscolare, che sostiene la possibilità di modificare la lunghezza dei fasci muscolari coinvolti in un movimento in base all'arco di movimento che percorrono. Se ad esempio, un muscolo vuole essere allungato, viene suggerito che esso debba seguire un range di movimento parziale evitando la fase di massima contrazione enfatizzando la fase di massimo allungamento. Nel caso specifico della correzione posturale, i gruppi muscolari coinvolti dall'esercizio delle croci necessitano di essere allungati per favorire una riduzione della curva cifotica, dell'intrarotazione dell'omero e dell'antiversione delle spalle, e può essere quindi suggerito di eseguire l'esercizio evitando la massima contrazione (cioè la massima flessione orizzontale), per enfatizzare questo processo. A questo proposito, sebbene le varianti ai cavi permettano di aumentare notevolmente il ROM più di tutte le altre modalità superando il limite imposto dai pesi liberi o dai macchinari, ai fini posturali sarebbe opportuno, ammesso che la teoria della Legge della plasticità muscolare sia fondata, ridurre l'arco di movimento ben prima che le braccia raggiungano la massima flessione orizzontale. Va inoltre tenuto conto del fatto che la riduzione del ROM in massima contrazione potrebbe essere estesa non solo ai soggetti con problematiche posturali evidenti, ma anche alla media dei soggetti, in quanto muscoli come il grande pettorale, il piccolo pettorale e il sottoscapolare tendono nel tempo ad accorciarsi. Come trattato nel paragrafo precedente, con le croci con manubri il problema non si pone, poiché per una corretta esecuzione e per mantenere la tensione costante, la fase di massima contrazione verrebbe comunque evitata. Il problema riguarda le croci ai cavi, che permettono potenzialmente un raddoppiamento dell'arco di movimento in cui la tensione muscolare rimane costante, ma dove ai fini posturali dovrebbe essere evitata la flessione orizzontale a 90°, e ancora più la "chiusura incrociata", in cui le braccia riescono a raggiungere un grado di flessione orizzontale fino a circa 130°. Per favorire una correzione posturale dovuta all'aumento della curva cifotica, può essere suggerito di:
- effettuare le croci evitando la massima flessione orizzontale possibile;
- le croci con manubri vengono normalmente limitate nella fase di massima contrazione a causa della perdita di tensione muscolare, per tanto possono essere indicate per il soggetto ipercifotico;
- le croci ai cavi necessitano di una modifica del ROM evitando la massima contrazione, e arrestando il movimento a circa 45-60° di flessione orizzontale;
- può essere suggerita la massima estensione orizzontale durante il movimento per favorire un allungamento muscolare, tuttavia questa strategia entra in conflitto con il fatto che la massima retroposizione del braccio può portare alla sindrome da conflitto della cuffia dei rotatori;

## La validità delle croci
Pur essendo molto comuni nel bodybuilding e nel fitness, le croci sono generalmente ritenute un esercizio secondario o supplementare rispetto ad altri esercizi per il petto ritenuti fondamentali e dalle caratteristiche multiarticolari come le distensioni su panca. Le croci effettivamente non sono considerate un grande esercizio per il petto. Uno dei fattori limitanti dell'esercizio è spesso l'alto intervento dei flessori del gomito che fissano l'avambraccio stabilizzando l'articolazione del gomito. Inoltre il bicipite brachiale (soprattutto il capo breve) partecipa come muscolo sinergico durante la flessione orizzontale se il gomito è esteso e bloccato. Alcuni soggetti potrebbero terminare l'esercizio a causa dell'affaticamento dei flessori del gomito a rappresentare l'anello debole, e non per l'esaurimento del grande pettorale, che essendo un muscolo di maggiori dimensioni risulta più resistente. Per di più, le croci consentono di sollevare carichi approssimativamente di circa la metà rispetto ad esercizi fondamentali come le distensioni. Le analisi scientifiche sull'argomento sono molto limitate, ma secondo i ricercatori:
(Welsch et al. J Strength Cond Res. 2005 May;19(2):449-52.)
La conclusione degli studiosi non sorprende, in quanto le croci risultano per definizione un esercizio monoarticolare (o di isolamento), una categoria di esercizi che per caratteristica risulta più gravosa a livello articolare, inadatta a sollevare carichi elevati, e per tanto meno efficace per indurre un elevato stimolo anabolico. Durante una sessione di allenamento viene generalmente suggerito di impostare l'allenamento soprattutto sull'utilizzo di esercizi multiarticolari (come le distensioni su panca nel caso del petto) piuttosto che monoarticolari, poiché i primi portano ad una serie di vantaggi significativi come la possibilità di utilizzare carichi maggiori (di almeno il 50% nel caso delle distensioni rispetto alle croci) e il coinvolgimento un maggiore gruppo di muscoli.
Tuttavia, ulteriori ricerche sull'analisi della pectoral machine hanno evidenziato altri rilevamenti interessanti. I ricercatori analizzarono l'attività elettromiografica di grande pettorale, deltoide anteriore e tricipite brachiale durante l'esecuzione della pectoral machine o delle distensioni su panca con bilanciere su 13 soggetti allenati. In entrambi i casi venne utilizzato un carico equivalente alle 10-RM dei soggetti (circa il 75% 1-RM), che naturalmente era maggiore sulla panca piana rispetto al macchinario, 71 kg contro 66 kg rispettivamente. L'attività muscolare di grande pettorale e deltoide anteriore risultò leggermente superiore nella panca piana, anche se le differenze non furono giudicate significative. Al contrario, com'era prevedibile, l'attività del tricipite brachiale era spiccatamente inferiore nella peck deck. "Si è concluso che i muscoli agonisti in entrambi gli esercizi sono il deltoide anteriore e il grande pettorale, e che non ci sono differenze tra loro. Pertanto, sia la peckdeck che le distensioni su panca possono essere eseguite con lo scopo di stimolare i muscoli deltoide anteriore e grande pettorale, a seconda della disponibilità delle attrezzature e/o alla specificità dell'impegno motorio".
(Rocha Júnior et al. Rev Bras Med Esporte. vol.13 no.1 Niterói Jan./Feb. 2007.)

## Aspetti anatomici e biomeccanici
Il movimento previsto nelle croci per il petto è definito come una flessione orizzontale, detta anche adduzione orizzontale. Tale movimento prevede che il braccio (omero) percorra un piano di lavoro posizionato perfettamente perpendicolare rispetto all'asse del corpo, seguendo una traiettoria in linea con l'altezza delle spalle, ovvero quando è elevato a 90° di abduzione. Viene infatti rilevato che il grande pettorale abbia il maggiore momento della resistenza durante la flessione orizzontale quando l'omero è flesso a 90°. Guardando il soggetto dall'alto, gomiti, spalle e polsi devono trovarsi sulla stessa linea. Ad eccezione del blocco dei gomiti, impedendone quindi l'estensione e la flessione durante il movimento, le croci rappresentano lo stesso movimento articolare delle distensioni su panca. In teoria il corpo non è in grado di distinguere le croci dalle distensioni su panca a livello di articolazione della spalla, dal momento che entrambi seguono un movimento identico di flessione orizzontale. Il grande pettorale non copre però il solo ruolo di flessore orizzontale del braccio, ma ha ulteriori funzioni, intervenendo attivamente anche nella flessione, nell’estensione, e nell’intrarotazione del braccio. Alcuni di questi movimenti sono di competenza di fasci diversi che compongono il grande pettorale. Con i fasci inferiori (inferosternali) estende il braccio sulla spalla partendo da una posizione flessa, mentre con i fasci superiori flette il braccio sulla spalla. Con i fasci inferiori e mediali adduce il braccio. I fasci mediali (fascio sternocostale) sono i protagonisti della flessione orizzontale in sinergia con gli altri due capi, e hanno mostrato un'attivazione relativamente maggiore su panca piana. Contrariamente all'esercizio delle distensioni su panca, le croci sono state molto poco analizzate tramite studi elettromiografici (EMG), ma considerando che il movimento del braccio tra i due tipi di esercizio è il medesimo (flessione orizzontale), è possibile citare i risultati di diversi studi che analizzavano la differente attivazione dei differenti fasci del grande pettorale durante l'esecuzione della panca piana, ritenendoli validi anche per le croci. A supporto di questa conclusione sono i risultati dello studio di Welsch et al. (2005), in cui veniva concluso che le croci con manubri su panca piana risultassero nello stesso livello di attivazione delle unità motorie se comparate alle distensioni su panca piana con bilanciere o manubri. I primi risultati interessanti provengono dalle osservazioni di Paoli, che suggerirono come durante la flessione orizzontale, se il braccio partiva da un livello di 60° di abduzione sul piano frontale (al di sotto dell'altezza delle spalle), dirigendosi in senso diagonale verso l'alto, l'attività del fascio clavicolare era maggiore che a 30° o a 90° di abduzione. In altri termini, l'attivazione del fascio clavicolare del grande pettorale era maggiore se il movimento di flessione orizzontale non risultava puro (piano di lavoro perfettamente perpendicolare rispetto al tronco), ma percorreva un piano di lavoro leggermente diagonale dal basso verso l'alto. Ciò sta a significare che un movimento intermedio tra la flessione orizzontale e la flessione pura del braccio riesce a stimolare più specificamente il capo clavicolare a prescindere dall'inclinazione della panca. Inoltre, un'ulteriore conclusione che si può estrapolare, è che questo movimento diagonale intermedio è in grado di reclutare il fascio clavicolare ad un livello maggiore anche rispetto alla flessione pura. Tale principio di conseguenza può essere applicabile a diverse varianti delle croci, tra cui quelle su panca piana o inclinata con manubri o cavi. Barnett et al. (1995) evidenziò che, durante le distensioni su panca, il fascio clavicolare non era più attivo durante la panca inclinata rispetto alla panca piana, ma era meno attivo durante la panca declinata. Questi risultati furono confermati anche da Glass e Armstrong (1997), i quali segnalarono che i fasci inferiori fossero sensibili alle variazioni dell'inclinazione della panca risultando più attivi durante la panca declinata. Queste osservazioni coincidono col fatto che il fascio clavicolare è antagonista nei movimenti di estensione del braccio, che è principalmente di competenza dei fasci inferiori. La panca declinata infatti prevede un piano di lavoro alterato, intermedio tra la flessione orizzontale e l’estensione pura. I risultati di Barnett (1995) e Glass e Armstrong (1997) trovano però un conflitto, in quanto i primi sostengono che la panca declinata riduca l'attivazione del fascio clavicolare, mentre i secondi segnalano che questo fascio non venga influenzato dall'inclinazione della panca, diversamente dai fasci inferiori. Sempre Barnett indicò che il fascio clavicolare era più attivo nelle distensioni con la presa stretta, e Lehman (2005) rilevò che lo stesso fascio era più attivo nelle distensioni con bilanciere a presa inversa (supina). Sebbene la modifica dell'impugnatura non abbia rilevanza nell'esercizio delle croci, è possibile ipotizzare che in questi casi la maggiore attivazione del fascio superiore fosse causata dal fatto che sia la presa stretta che quella inversa portano potenzialmente ad una maggiore adduzione del braccio durante il movimento di flessione orizzontale (gomito al di sotto della linea delle spalle durante il movimento). Per tanto in questo contesto, essendo il gomito meno abdotto di 90° durante il movimento, i risultati potrebbero indirettamente confermare le conclusioni di Paoli, ed essere quindi ritenuti validi anche per le croci, ribadendo che un movimento diagonale che parte da 60° di abduzione possa essere più efficace per attivare il fascio clavicolare rispetto alla pura flessione orizzontale. Al contrario, la pura flessione orizzontale, riconoscibile dal fatto che i gomiti risultano abdotti a 90°, e quindi all'altezza delle spalle durante il movimento, sposta la maggiore attività muscolare sul fascio sternocostale. Queste conclusioni sono state indirettamente estrapolate ancora dai risultati incrociati degli studi di Barnett (1995) e Lehman (2005), i quali segnalarono entrambi che con la presa larga sulle distensioni su panca piana avveniva una maggiore attivazione del fascio sternocostale, mentre stringendo la presa aumentava l'attivazione del fascio clavicolare e dei tricipiti. Ancora una volta questo può tradursi nel fatto che la presa larga porta le braccia a 90° di abduzione percorrendo un piano di lavoro perfettamente trasversale rispetto all'asse longitudinale del busto, mentre con l'impugnatura stretta i gomiti vengono abbassati e le braccia più addotte, determinando un'alterazione del piano di lavoro e una differente attivazione muscolare. Queste osservazioni possono essere ritenute ancora valide anche per l'esercizio delle croci. Dai risultati delle diverse ricerche è possibile concludere che:
- la panca inclinata non risulta in una maggiore azione del fascio clavicolare del grande pettorale rispetto alla panca piana;[9][10]
- la panca piana e inclinata determinano una simile attivazione del fascio clavicolare;[9][10]
- solo la panca declinata determinerebbe un'inferiore attivazione del fascio clavicolare,[9] ma ciò è stato rimesso in discussione;[10]
- ciò che determina realmente una maggiore attivazione del fascio clavicolare a scapito del fascio sternocostale sarebbe piuttosto la traiettoria diagonale del braccio, l'alterazione dell'angolo di lavoro tra il braccio e il busto,[8] a prescindere dall'inclinazione della panca;[9][10]
- il fascio sternocostale risulta relativamente più attivo quando le braccia partono da circa 90° di abduzione (i gomiti all'altezza delle spalle), e percorrendo quindi una linea esattamente perpendicolare rispetto all'asse longitudinale del corpo (pura flessione orizzontale);[7][9][11]
- di conseguenza, il fascio sternocostale risulta relativamente più attivo su panca piana;[9]
- il fascio clavicolare risulta relativamente più attivo quando le braccia partono da circa 60° di abduzione (i gomiti al di sotto delle spalle), e percorrendo quindi una linea diagonale dal basso verso l'alto rispetto a 0° o 90°;[8]
- il fascio inferosternale (inferiore) del grande pettorale sembra essere relativamente più attivo quando le braccia partono da oltre i 90° di abduzione (i gomiti al di sopra delle spalle), percorrendo quindi una linea diagonale dall'alto verso il basso, una condizione che con i pesi liberi viene resa possibile solo con la panca declinata;[9][10]
- di conseguenza sulla panca declinata il fascio inferosternale è più attivo;[9]

Il movimento di flessione orizzontale previsto nelle croci coinvolge diversi altri fasci muscolari. Si cita in primo luogo il deltoide con il suo capo anteriore, che interviene in maniera piuttosto significativa. È interessante notare che Barnett ha registrato come l'attività del deltoide anteriore tendesse ad aumentare con l'aumentare dell'inclinazione del tronco. Maggiore era l'inclinazione della panca e maggiore risultava l'attivazione del deltoide anteriore. Questa conclusione sembra essere logica, dato che il deltoide anteriore è uno dei protagonisti della flessione pura del braccio, e l'inclinazione della panca porta il braccio a tendere sempre più verso un movimento di flessione in proporzione all'inclinazione. Inoltre, poiché l'inclinazione della panca porta a distribuire le forze e le resistenze in maniera differente a causa della dipendenza dalla forza di gravità, il braccio tende a cambiare leggermente traiettoria in senso diagonale, imponendo una precontrazione dei fasci sternocostale e inferosternale e un prestiramento del fascio clavicolare. Non è un caso che Barnett abbia trovato che il fascio sternocostale risulti più attivo quando il braccio è abdotto a 90° di abduzione e il fascio inferiore quando la panca era declinata (movimento diagonale verso il basso), mentre Paoli abbia rilevato che il fascio clavicolare fosse più attivo quando il braccio era abdotto a 60° piuttosto che a 90°. Ciò può tradursi nella conclusione che più la flessione orizzontale avviene con un movimento diagonale dal basso verso l'alto (rispetto all'asse del tronco), e più interviene il deltoide anteriore (assieme al fascio clavicolare). Questo può essere particolarmente valido anche per le croci in posizione eretta ai cavi bassi, o in tutte le altre varianti delle croci in cui la traiettoria risulta diagonale e più adeguata per stimolare nello specifico il fascio clavicolare del grande pettorale. Di conseguenza, può essere concluso, seppur in maniera indiretta, che il deltoide anteriore tenda a decrementare la sua attivazione quando la flessione orizzontale tende al contrario dall'alto verso il basso, il movimento tipico per stimolare i fasci inferiori. Questo è il caso delle croci su panca declinata o dei cross-over ai cavi alti con una chiusura bassa. Tale conclusione può essere inoltre intuibile dal fatto che un movimento diagonale dall'alto verso il basso tende sempre più verso l’adduzione pura del braccio, e viene evidenziato che in questo movimento il deltoide anteriore risulti antagonista in quanto muscolo sinergico del movimento opposto di abduzione. Inoltre, dal momento che il deltoide anteriore è protagonista nei movimenti di flessione e abduzione del braccio, è piuttosto evidente che più il gomito partirà dal basso, al di sotto delle spalle, è più risulterà prestirato. Se durante le croci i gomiti partono da un livello di abduzione di 60°, è normale che essi vengano maggiormente attivati rispetto ad un livello di abduzione di 90°, in quanto nel secondo caso risulteranno più precontratti in proporzione all'elevazione dei gomiti in partenza. Può essere infine fatta un'ultima considerazione. Da queste osservazioni pare evidente che il capo anteriore del deltoide e il fascio clavicolare del grande pettorale risultino strettamente sinergici in tutti i movimenti. Sebbene durante la flessione orizzontale con il braccio che parte da 60° di abduzione il fascio clavicolare abbia dimostrato una maggiore attivazione rispetto a 90° di abduzione, e il deltoide anteriore abbia dimostrato una maggiore attivazione in proporzione all'inclinazione della panca, Paoli segnala che il fascio clavicolare risulti meno attivo a un grado di abduzione inferiore (30°), un movimento effettivamente più vicino alla flessione pura che alla flessione orizzontale, mentre viene trovato che il capo anteriore del deltoide abbia un ruolo più importante del fascio clavicolare nella flessione pura (come le alzate frontali, un esercizio per il deltoide anteriore). In conclusione, sebbene il fascio clavicolare del grande pettorale e il capo anteriore del deltoide risultino sinergici, il primo è più attivo quando il movimento risulta intermedio tra la flessione orizzontale e la flessione pura (come nei cross-over ai cavi bassi) ed è meno attivo con la flessione pura (come nelle alzate frontali), mentre il secondo risulterebbe più attivo con la flessione pura, e relativamente meno attivo se il braccio tende verso la flessione orizzontale.
- il deltoide anteriore sembra essere un capo sinergico del fascio clavicolare del grande pettorale;
- il capo anteriore del deltoide è più attivo in proporzione all'inclinazione della panca (ai pesi liberi);[9]
- durante il movimento di flessione orizzontale, il deltoide di conseguenza sembra essere più attivo nei movimenti diagonali per stimolare specificamente il fascio clavicolare del grande pettorale (panca inclinata, cross-over ai cavi bassi con chiusura alta ecc);
- di conseguenza il deltoide anteriore interviene meno nella flessione orizzontale pura e nei movimenti per stimolare specificamente il fascio inferiore del grande pettorale (panca declinata, cross-over ai cavi alti con chiusura bassa ecc);
- più la flessione orizzontale segue un piano di lavoro dal basso verso l'alto (tendendo all’abduzione), e più interviene il deltoide anteriore;
- più la flessione orizzontale segue un piano di lavoro dall'alto verso il basso (tendendo all’adduzione), e meno interviene il deltoide anteriore;

Diversi altri fasci muscolari partecipano alla flessione orizzontale del braccio, ed alcuni di questi potrebbero essere più attivi quando il movimento risulta monoarticolare (croci) rispetto a quando viene mobilizzata l'articolazione del gomito rendendolo multiarticolare (distensioni). Nella flessione orizzontale intervengono principalmente il coracobrachiale, il bicipite brachiale con il suo capo breve, e il sottoscapolare. Alcuni autori segnalano la possibilità che il bicipite brachiale riesca ad assumere un ruolo più rilevante durante la flessione orizzontale se il braccio è esteso, cioè durante le croci e non nelle distensioni, presumibilmente perché l’estensione dell'avambraccio sul braccio porterebbe in prestiramento il bicipite, che per tanto verrebbe maggiormente coinvolto. Altri autori segnalano inoltre che il fascio del bicipite maggiormente coinvolto risulterebbe il capo breve. Altri muscoli indirettamente coinvolti nella flessione orizzontale risultano gli abduttori delle scapole quali piccolo pettorale e gran dentato, oltre all'intervento del succlavio. Sembra che il gran dentato venga attivato al massimo negli esercizi che richiedono una grande quantità di rotazione verso l'alto della scapola, come i movimenti che prevedono un piano di lavoro diagonale intermedio tra la flessione della spalla, la flessione orizzontale e la rotazione esterna. Le croci con movimento diagonale per il fascio clavicolare del grande pettorale, specie quelle ai cavi, sembrano avere queste caratteristiche. Per quanto riguarda gli abduttori delle scapole, è possibile che la loro attivazione aumenti di pari passo con il grado di flessione orizzontale, in quanto più il braccio viene flesso e più le scapole di abducono. È ipotizzabile quindi che i cavi, consentendo un maggiore livello di flessione orizzontale rispetto alle macchine, e soprattutto ai manubri, riescano ad enfatizzare al massimo l'attivazione degli abduttori delle scapole con la "chiusura incrociata".
Muscoli coinvolti nella flessione (o adduzione) orizzontale del braccio:
- Muscolo grande pettorale
- Muscolo deltoide (capo anteriore)
- Muscolo coracobrachiale
- Muscolo bicipite brachiale (capo breve)
- Muscolo sottoscapolare

Muscoli coinvolti nell' abduzione delle scapole:*
- Muscolo gran dentato
- Muscolo piccolo pettorale
- Muscolo succlavio

*nei movimenti ad ampio arco di movimento in cui viene consentita una flessione orizzontale maggiore (croci ai cavi).